# Alan Bender
Alan Damián Bender (en hebreo: אלן דמיאן בנדר‎) es un futbolista argentino-israelí.

## Trayectoria
Bender llegó a Israel primero probando suerte con el Hapoel Tel Aviv. Por el hecho de ser judío, fue capaz de entrar en el club, ya que no contaría como un extranjero. Bender fue transmitido por el Hapoel y decidió tratar de unirse a otros clubes israelíes.